# Bertyanka
A Bertyanka (más néven Bertyánszka ukránul: Бертянка [Bertyanka]) patak Kárpátalján, a Bruszturjanka (Teresulka) jobb oldali forrásága. Hossza 15 km, vízgyűjtő területe 102 km². Esése 43 ‰.
A Turbát-patakkal egyesülve alkotja a Bruszturjankát (Teresulka), mely a Tarac bal oldali forrásága.

## Mellékvizek
Jelentősebb mellékvizei (zárójelben a torkolattól mért távolság):
- Plajszka (bal part, 3,0 km)